# Antonio Ruiz Soler
Antonio Ruiz Soler (Sevilla, 4 de noviembre de 1921-Madrid, 5 de febrero de 1996), conocido artísticamente como Antonio el Bailarín, fue bailarín, bailaor de flamenco, coreógrafo y director artístico español.

## Biografía
A los seis años empieza su aprendizaje en la academia del maestro Realito, que lo inició especialmente en los bailes de palillos. Destaca como niño prodigio y al año siguiente le asignan de pareja a una niña de sus mismas características, la que más tarde se consolidaría como su pareja estable de baile bajo el nombre de Rosario (Florencia Pérez Padilla). El maestro los lleva a bailar en fiestas y teatros donde actúan profesionales. La primera actuación de este tipo fue en 1928, en el Teatro Duque de Sevilla, a los siete años. Por este mismo año bailó en el Pasaje de Oriente, en una fiesta que se daba en honor del infante Don Carlos, y también dentro del mismo año efectúa su primera salida al extranjero, bailando en la Feria Internacional de Lieja, Bélgica.
En 1929, bailó ante los reyes de España Alfonso XIII y Victoria Eugenia, cuando fueron a presidir la Exposición Iberoamericana de Sevilla de 1929. Alternando con las actuaciones teatrales, baila en los cafés concierto, en fiestas privadas y en fiestas tradicionales andaluzas como en las Cruces de Mayo. Es la primera etapa infantil sevillana, en la cual termina de formarse con los maestros de baile Otero, Pericet y se especializa en flamenco con el maestro Frasquillo. Enseguida empieza a trabajar fuera de Sevilla, por el resto de Andalucía, otras provincias y Madrid, donde los llaman Los Chavalillos Sevillanos.

### Trayectoria artística

#### América
El año 1937 es fecha clave para la futura consagración de Antonio. La pareja está actuando en Barcelona y Francia, cuando el empresario de variedades Marquesi contrata a la pareja para ir a América, donde entre éste y otros nuevos compromisos, permanecerán doce años.
La primera actuación es en Argentina, en 1937, en el Teatro Maravillas de Buenos Aires, con el espectáculo Las maravillas del Maravillas. De Argentina pasan a Chile, Perú, Colombia, Venezuela, Cuba y México. En un ínterin vuelven a Argentina, para actuar en el Teatro Espléndido y en el Teatro Ateneo de Buenos Aires, donde dan el primer Concierto de Danza. Rematan la gira sudamericana en Brasil, en 1939, y son contratados para la Sala de Fiestas del Waldorf Astoria de Nueva York. Con ello se les abren las puertas de Estados Unidos. Permanecen allí siete años alternando temporadas largas en esta sala con viajes a Hollywood, donde participan en varios filmes como, por ejemplo, Hollywood Canteen dirigida por Delmer Daves en 1944. En 1943, de vuelta a Nueva York, se presentan en el Teatro Carnegie Hall, con un grupo algo más numeroso y Antonio escenifica el Corpus Christi en Sevilla (de Albéniz).
Durante los años 1944 a 1946, las actuaciones se extienden por todo el país. Van a México, donde estrenará, en el Teatro Bellas Artes, el famoso Zapateado de Sarasate, coreografía maestra de baile individual, pieza de gran éxito que quedará incorporada establemente a su repertorio. Esto es en 1946. Sigue por Cuba, Uruguay, Perú, Chile y, en 1948, actúa por segunda vez en la Argentina, en los Teatro Municipal y Teatro Colón de Buenos Aires. Es justo diez años después de su primera actuación allí y la crítica compara y reseña ya la madurez de su baile y su concepto intelectual coreográfico.
En estos doce años de permanencia en América la labor coreográfica y representativa de esta pareja es extensísima. Además del Zapateado, la jota Viva Navarra de Larregla, y el Zorongo gitano, son dos piezas fundamentales en su carrera. De Granados tienen una selección de Goyescas y las Danzas Número IX y VII (Valenciana), de Joaquín Turina, el Sacromonte, la Malagueña y Sevilla de Albéniz. El Café de Chinitas, con letras de García Lorca. De danzas de escuela: seguidillas manchegas, panaderos, boleros, sevillanas y fandangos de Huelva. Llevan también selecciones de El amor brujo y de El sombrero de tres picos, de Manuel de Falla, sin haberlo resuelto todavía en forma de ballet. Por último, el testimonio de la inspiración americana y caribeña en los bailes El manisero y Jarana yucateca.

#### Vuelta a España
En 1949, se produce una sacudida ascendente en la carrera de Antonio, la vuelta a España y por extensión a Europa. Tienen cierta dificultad para actuar, pero el empresario Lasarreta los contrata para hacerlo en Madrid.
El 27 de enero de 1949, debutan en el Teatro Fontalba, encabezando el programa con sus dos nombres, aunque el título de Los Chavalillos Sevillanos. Tiene un gran éxito de público y crítica, con una estancia imprevista de casi dos meses. Pasan a Sevilla y en Semana Santa se presentan en el Teatro de San Fernando. El éxito es rotundo en esta ciudad. Salen por primera vez a Europa, en una gira que se inicia en primavera, en el Teatro de los Campos Elíseos de París. Continúan por Italia, Suiza, Dinamarca, Suecia, Inglaterra, Bélgica, Escocia en los Festivales de Edimburgo en 1949 y en el Festival Internacional de Holanda. Pasan a Israel y vuelven a recorrerse Europa por segunda vez: teatros Palais Chaillot, la Pérgola, Cambridge. Vuelo a Tánger. Son requeridos para bailar en fiestas de hombres de estado: en España; Francia; en Egipto, Faruq. Tres años de gira sin descanso, siempre triunfantes.

### Años 1950

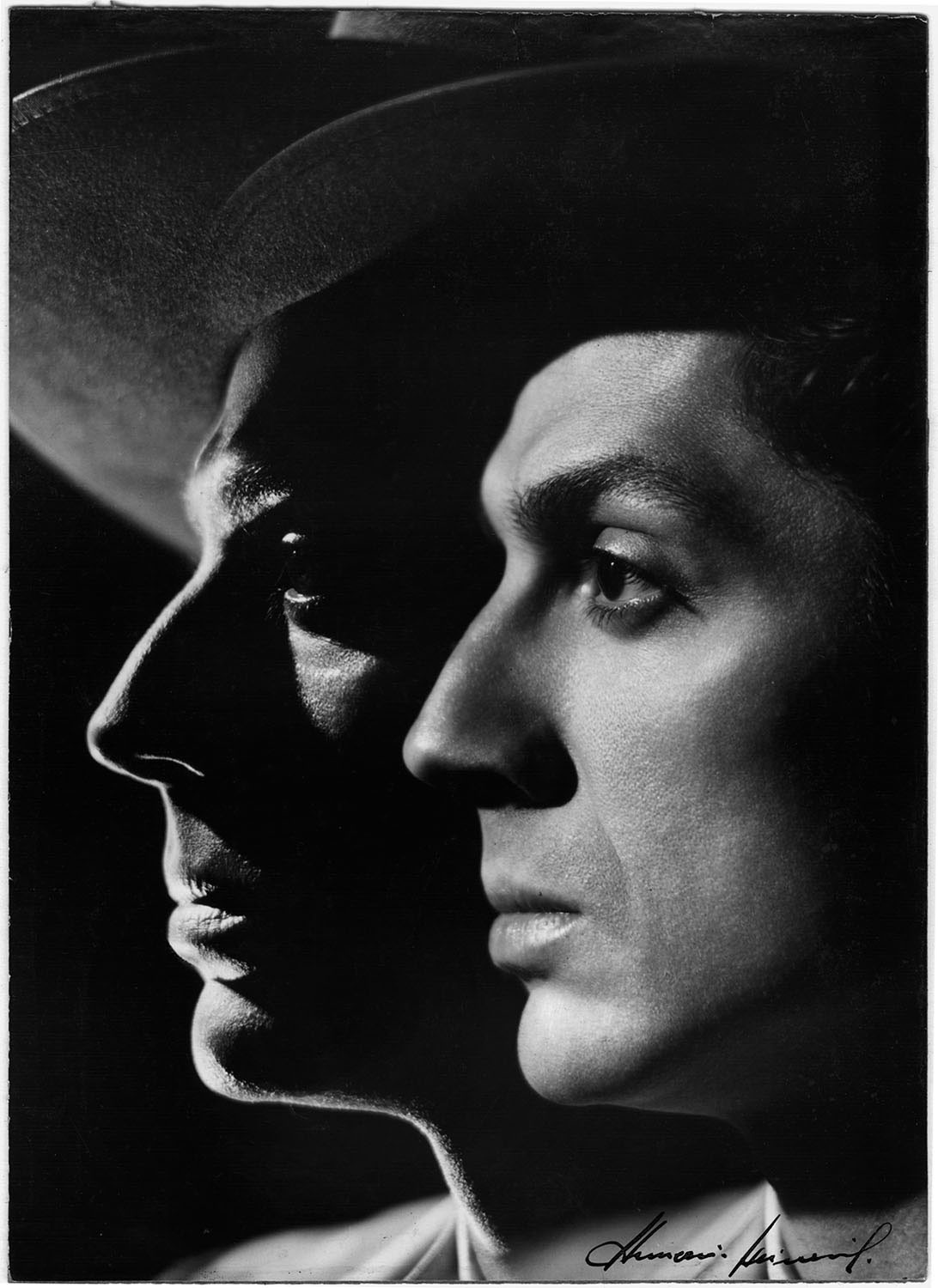
Retrato de Antonio por Annemarie Heinrich, 1954

En 1952, Antonio se separó de Rosario, su pareja durante veintidós años. Juntos habían añadido a las coreografías reseñadas de su estancia en América, otras nuevas paseadas por Europa. Aumentan el repertorio de Albéniz con las siguientes piezas de la suite Ibérica: Granada, Triana, Puerta de Tierra, El Puerto, Asturias y Navarra. De Enrique Granados El Fandango de Candil y las Danzas V, X y XI (Sortilegio de los collares) De Turina El Zapateado. De Halffter, Las Cigarreras; Selección del Capricho español de Rimski-Kórsakov. Federico García Lorca adquiere ya una dimensión especial dentro del repertorio de Antonio, que se acusará a lo largo de los años. Aquí se reseñan: Debajo de la Hoja, Anda jaleo y Los cuatro muleros.
Se los ve actuar en danzas americanas que bien pudieran haber sido creadas allí: Huayno, danza de la provincia de Cuzco con dos secuencias, a) Choclo frutero, b) Danza incaica y Carnavalito. Nuevas versiones de bailes de palillos como el Bolero robado, Boleras de medio paso, Malagueñas boleras. En flamenco: tanguillo, alegrías, farruca, tango de Cádiz, tarantos, serranas,  seguiriyas gitanas, soleares, caracoles, fandangos por verdiales, y hay que reseñar de una manera especial la caña, creación que perfeccionará a lo largo de los años, para llegar a ser uno de los números más perfectos conjuntados.
Monta también el inicio de lo que será más tarde un ballet. Ahora solamente son dos Sonatas de Antonio Soler, la número 5 en re mayor y la 11 en sol menor, por ahora en coreografía individual. Rota la pareja, Antonio en este mismo año saca adelante el proyecto de crear una gran compañía. Empieza a madurarlo en solitario en Sevilla y le da forma en Madrid en los estudios de baile de la calle Montera. Tercer acontecimiento de este mismo año es la creación del baile el martinete, estilo flamenco que hasta entonces solo estaba reservado al cante. Lo interpreta en la película Duende y misterio del flamenco dirigida por Edgar Neville en 1952. Por último, como reconocimiento mundial de Antonio y de la danza española, está el hecho de que Léonide Massine le propone bailar como primera figura en su coreografía de El sombrero de tres picos en el Teatro de la Scala de Milán, santuario de la danza reservado a muy pocos. Se hará realidad el año siguiente junto al Capricho español de Nikolái Rimski-Kórsakov.
El otoño de 1953, está marcado por la presentación al público de la primera Compañía de Ballet de Antonio y el consiguiente estreno de las nuevas obras que lo componen. Quizá sea para él, el año que más valore dentro de su carrera artística. Se presenta el 20 de julio de 1953, en el Festival Internacional de Música y Danza de Granada, con estreno también de escenario: los Jardines del Generalife. Nombre de la compañía: Antonio Ballet Español. Lo componen treinta y cinco bailarines, con Rosita Segovia como primera figura femenina. Es un ballet bien presentado, disciplinado y sin fallos técnicos que obtiene un éxito rotundo. Como consecuencia, ya desde ahora este Festival incluirá habitualmente una parte de baile español, que en la mayoría de los años estará representado por la compañía de Antonio. Bien es verdad que él responderá a esta distinción creando nuevos ballets para tal acontecimiento.
Las obras que estrena son: Llanto por Manuel de Falla, de Vicente Asensio. Es un montaje en atención a Granada y su músico más genuino. Presenta también Allegro de conciertos de Granados, y piezas flamencas como las alegrías y fandangos por verdiales en versión nueva. También agrupa otra serie de piezas del mismo estilo en Serranas de Vejer de García Soler. Pero las dos obras más destacadas del estreno son la Suite de sonatas de P. Antonio Soler, de las que ya tenía un antecedente en el repertorio de sus bailes con Rosario donde las bailaba él solo. Ahora son ocho sonatas realizadas por toda la compañía en distintos cuadros. Tiene escenografía de gran espectáculo de la que incluso forman parte alabarderos, infantas y otros personajes palaciegos que no bailan, son figuras decorativas. Otro estreno es la Suite de danzas vascas, con música tradicional y danzas tan populares como el Aurresku, Espatadanza y Arín Arín. Por último el ballet El segoviano esquivo de Matilde Salvador, con un argumento que da forma a bailes castellanos. A partir de estreno en Granada, Antonio va al Teatro Español de Madrid y desde allí ya es una gira constante e imparable por ciudades españolas, otras de Europa, América e incluso África, como El Cairo y Johannesburgo. Salta continuamente de un lugar a otro con un sinnúmero de actuaciones. De ellas tiene en común el éxito obtenido, por ejemplo cuando debuta su compañía en el Teatro Empire de París, le sacan a hombros. En el Teatro Stoll de Londres se gana a un público que mira con reserva al nuevo coreógrafo. Son estas dos capitales europeas los puntos más visitados por él y donde más estrena, lo mismo que en América el punto de referencia artística siempre es Buenos Aires. Allí, en 1954, estrena una serie de danzas: Almería de Albéniz, Andaluza de Falla. Danzas fantásticas de Turina y renueva la famosa jota Viva Navarra.
1955 es un año de estrenos importantes en Londres. En el Teatro Palace, la Rondeña y el Albaicín de Albéniz, con formas modernas de escenografía y baile. Pero el estreno más señalado es el Amor Brujo de Falla, en el Teatro Saville, ballet que le consagra como coreógrafo y donde según la crítica se compenetra con el espíritu mismo de Falla. Es obra de gran éxito que pasa directamente al Teatro de los Campos Elíseos de París y luego a la Scala de Milán durante un mes, además de dos funciones en el Piccolo Scala donde se oyó cantar flamenco por primera vez. Ni que decir tiene que aumenta el número de bailarines en la compañía por exigencia de nuevos montajes. El Festival Internacional de Música y Danza de Granada es, como se apuntó antes, el escenario de presentación de nuevas obras de Antonio.
En 1956, se estrenan en este festival la Fantasía galaica, ballet de Ernesto Halffter, basado en una leyenda gallega sobre la Santa Compaña, con temas de bailes populares como la muñeira, el Paso a cuatro de Pablo Sorozábal, son seis danzas inspiradas en melodías de compositores del siglo XVIII y la Sonatina, obra basada en la poesía de Rubén Darío La princesa está triste, El polo de Albéniz, Cerca del Guadalquivir, ballet flamenco sobre el poema de García Lorca, Prendimiento de Antonio el Camborio.
El año 1957 es una fecha señera para la historia de la danza española por la actuación de Antonio en la Ópera de Viena.
En 1958, realiza la coreografía del ballet más interesante de cuantos ha hecho, El sombrero de tres picos de Falla. Las versiones anteriores, incluso la de Léonide Massine, quedan chicas al lado de ésta, con unos figurines de Muntañola que no desdicen en nada de los de Picasso. La Farruca del Molinero es un acierto de coreografía e interpretación. Rosita Segovia contribuye con su buen hacer danza-actriz al éxito general de este ballet. Siguen otras coreografías. En este mismo año rodaría la película Luna de Miel dirigida por Michael Powell y estrenada en 1959, teniendo un importante rol protagónico y donde destacan sus coreografías y sus bailes, en especial el Amor Brujo de Manuel de Falla.

### Años 1960
En 1960, en el Teatro del Liceo de Barcelona estrena más obras de Albéniz y Jugando al toro de E. Halffter. Es esta una época de evolución en el concepto creativo de Antonio. Busca temas simbólicos de contenido recargado como sucede en la obra citada y en Eterna Castilla, aunque los decorados sean estilizados, el baile no lo es.
En 1962, es el reencuentro con Rosario, Antonio la presenta como artista invitada dentro de su ballet, dejando que aparezca sola en el escenario bajo una luz central. Vuelve a bailar aquellas danzas sencillas, encantadoras, que no han pasado de moda y que el público acoge con gran entusiasmo; en Madrid tiene que repetir el zorongo tres veces. También bailan dentro de la estampa flamenca La Taberna del Toro que Antonio estrenó en el Teatro Palace de Londres seis años antes.
En 1964, vuelve a reunirse la pareja por última vez, para hacer una tournée con etapas en España en Inglaterra, en los Teatros Opera House y Royal Druy Lane de Londres; van a la Unión Soviética por primera vez y actúan en Leningrado, Kiev y Moscú, donde triunfaron como en el resto de los países; siguen por Estados Unidos y Sudamérica, donde, en Chile, Rosario termina con el compromiso.
En 1965, Antonio cambia el nombre de su compañía llamándola desde ahora Antonio y sus Ballets de Madrid. Con este nombre o con el anterior y durante más de diez años toma parte muy activa en los Festivales de España del Ministerio de Información y Turismo y sigue estrenando nuevas obras como Concierto andaluz de Joaquín Rodrigo, ballet en un acto y tres movimientos, donde sigue la tónica de sus últimas creaciones jugando con simbolismos en la danza.

### Años 1970 y 1980
En el VII Festival de la Ópera de Madrid de 1970, se consideran estreno mundial las piezas Torre bermeja y Córdoba que dedica a Isaac Albéniz, y Danza de la gitana y Primera de «La vida breve» a De Falla. También la estampa colonial del siglo XIX llamada Cubana.
En marzo de 1974, fue condenado a dos meses de prisión por blasfemia y escándalo público, con unos comentarios durante un rodaje. Su ingreso en la cárcel dio lugar a una polémica por la existencia de este delito, lo llevó al Gobierno a concederle el indulto.
En 1978, ya piensa retirarse de la vida profesional. Prepara una gira de despedida con un espectáculo al que llama Antonio y su teatro flamenco, formado por un grupo reducido de artistas. Comienza por Sevilla en el Teatro Nacional de Lope de Vega. Lleva una selección de flamenco en sus dos versiones, popular y teatral. El espectáculo se inicia con un preludio entre guitarristas y cantaores; sigue el mirabrás, tarantos bailados; La sangre derramada, carcelera; En el puerto, tangos de Málaga, martinete, bulerías, la caña, granainas, Resurrección de la petenera, La casada infiel y concluye con alegrías, tanguillos de Cádiz, fandangos rocieros y se despide por sevillanas. Continua la gira y, en 1978, hace su retirada profesional como bailarín en la ciudad japonesa de Sapporo, justo cuando se cumplen sus bodas de oro con la danza.
En marzo de 1980, por su largo y brillante historial como bailarín y coreógrafo, es nombrado director artístico del Ballet Nacional Español del Ministerio de Cultura. El repertorio que presenta es variado con obras de otros maestros, alternando con las más famosas suyas. Después de dos años largos de actividad, el 9 de mayo de 1983 es cesado en el cargo por razones muy controvertidas en su día. Antonio deja por el momento toda actividad relacionada con la danza.
En 1987, se presta a hacer para María Rosa una coreografía sobre la Romería del Rocío que presenta en ese año en el Teatro Monumental de Madrid. 
Una grave enfermedad lo relegó a una silla de ruedas y le ocasionó la muerte apenas iniciado 1996. Fue enterrado en el Cementerio de San Fernando de Sevilla. El actual conservatorio de Danza de Sevilla es llamado Antonio Ruiz Soler y se encuentra frente al Parque de María Luisa y frente a una estatua de Simón Bolívar.

## Premios y condecoraciones
Está en posesión de las siguientes condecoraciones y distinciones:
- Cruz de Isabel la Católica (1950).
- Medalla de Oro del Círculo de Bellas Artes (1952).
- Premio Internacional de Danza Vicente Escudero, de Valladolid (1957-1958-1960).
- Medalla de Oro Extraordinaria Círculo de Bellas Artes (1959-1960).
- Medalla de Oro de la Real Academia Inglesa de la Danza (1962).
- Medalla de Honor de las Naciones Unidas (1963).
- Primer Premio de la Academia de la Danza de París (1963).
- Medalla de Plata al Mérito Turístico (1964).
- Comendador del Mérito Civil (1964).
- Medalla de Oro de la Real Academia de la Danza de Suecia (1964).
- Medalla de la Feria Mundial de Nueva York (1964).
- Medalla de Oro de la Escuela de la Danza de Moscú (1966).
- Premio Nacional de Flamenco de la Cátedra de Flamencología de Jerez (1966).
- Medalla de Oro de la Scala de Milán (1967).
- Placa Conmemorativa del Ministerio de Información y Turismo al Primer Bailarín Español en conmemoración del X Aniversario de su participación en Festivales de España (1967).
- Llave de la ciudad de San Francisco (California).
- Comendador de la Legión de Honor al Mérito Turístico (1972).
- Premio Nacional al Mejor Ballet (1972).
- Medalla de Oro del Spanish Institute de Nueva York (1979).

## Fondo Antonio Ruiz Soler
En el año 2000 el Ministerio de Cultura adquirió, en subasta pública, una serie de lotes del importante legado del bailarín y coreógrafo, actualmente custodiados en el Centro de Documentación de las Artes Escénicas y de la Música (CDAEM).

## Filmografía
A lo largo de su vida, Antonio ha intervenido también en cierto número de películas, algunas veces como protagonista total, en otras actor-bailarín, otras simplemente bailarín, interpretando sus ballets y en una ocasión, solamente como coreógrafo.
- 1941 - Sing Another Chorus (Charles Lamont)
- 1941 - Ziegfeld Girl (Robert Z. Leonard y Busby Berkeley)
- 1944 - Hollywood Canteen  (Delmer Daves)
- 1945 - Pan-Americana (John H. Auer)
- 1945 - All Star Musical Revue (cortometraje) (Jack Scholl)
- 1950 - El rey de Sierra Morena (también conocida como  José María el Tempranillo) (Adolfo Aznar)
- 1951 - Niebla y sol (José María Forqué)
- 1952 - Duende y misterio del flamenco (Edgar Neville)
- 1954 - Todo es posible en Granada (José Luis Sáenz de Heredia)
- 1954 - Carrusel napolitano (Carosello napoletano) (Ettore Giannini)
- 1954 - Noches andaluzas (Nuits andalouses) (Maurice Cloche)
- 1958 - Pan, amor y... Andalucía (Javier Setó)
- 1959 - Luna de miel (Honeymoon) (Michael Powell)
- 1962 - Universo de noche (Universo di notte) (Alessandro Jacovoni)
- 1962 - Málaga y la Costa del Sol (cortometraje) (Matías Prats)
- 1963 - Antonio en la cueva de Nerja (corrtometraje) (Manuel Gutiérrez Torrero y Fernando Pallarés)
- 1964 - La nueva Cenicienta (George Sherman)
- 1965 - Sinfonía española (Jaime Prades)
- 1966 - El barco de los locos (Ship of Fools) (Stanley Kramer)
- 1969 - La ley de una raza (también conocida como  Juan Pedro el Dallador)  (José Luis Gonzalvo)
- 1972 - 360 grados en torno a Marisol (TV) (Valerio Lazarov)
- 1973 - El sombrero de tres picos (TV) (Valerio Lazarov)
- 1973 - El amor brujo (TV) (Valerio Lazarov)
- 1974 - La taberna del toro (TV) (José Antonio Páramo)